# Sanna Hartnor
Sanna Hartnor, född 4 augusti 1986 i Lund, är en svensk poet.